# Kalamata
Kalamata (Καλαμάτα) je přístavní město v regionu Messénie na jihu Peloponésu v Řecku. Má okolo 60 000 obyvatel.
V období mykénské civilizace zde existovalo město Farai, o němž se zmiňuje i Homér. Leželo na pahorku, kde byl ve středověku postaven hrad. Bylo pod vlivem Sparty a od 2. století př. n. l. patřilo Římanům. Pausaniás se zmiňuje o chrámech zasvěcených Tyché a Apollónovi. Poslední zmínka o městě pochází z roku 535, kdy většinu obyvatel tvořili křesťané. V následujícím století se zde usadili Řekové z vnitrozemí Peloponésu obsazeného Slovany. Vznikl zde klášter Panaja tin Kalomata, podle něhož se pojmenovalo i město.
Od 13. století město patřilo křižákům, v 15. století ho dobyla Osmanská říše. V roce 1821 Kalamatu obsadili bojovníci za nezávislost Řecka, které vedl Theodoros Kolokotronis.
Kalamata je po Patrách druhým největším městem na Peloponésu. Symbolem města je chrám Svatých Apoštolů s nástěnnými malbami ze 14. století. Z Kalamaty pochází starobylý lidový tanec kalamatianos.
Městem procházejí evropské silnice E55 a E65 a je zde mezinárodní letiště.

## Sport
- PS Kalamata – fotbalový klub

## Partnerská města
- Aglandzia, Kypr
- Bizerta, Tunisko
- Si-an, Čína